# Morum janae
Morum janae is een slakkensoort uit de familie van de Harpidae. De wetenschappelijke naam van de soort is voor het eerst geldig gepubliceerd in 2011 door D. Monsecour & Lorenz.